# 尊道入道親王
尊道入道親王（そんどうにゅうどうしんのう、正慶元年8月21日〈1332年9月11日〉 - 応永10年7月5日〈1403年7月24日〉）は、青蓮院第十八世門跡。天台座主（第134世・138世・145世）。後伏見天皇の第10皇子。母は権大納言正親町実明の女。初名は尊省。尊道法親王とも。

## 略歴
暦応元年（1338年）12月14日、持明院殿での着袴に次いで尊円法親王の室に入り、暦応3年（1340年）2月3日に妙香院を継承した。暦応4年（1341年）7月24日に親王宣下を受け、尊道と改名。
文和4年（1355年）11月6日に天台座主に補され、以後三度天台座主に任じられた。延文元（1356年）年8月28日、尊円法親王より青蓮院門跡を継承する。
応永9年（1402年）2月27日、関白左大臣二条師良の息である道順に天台座主を譲り、応永10年（1403年）7月5日、花園妙心院において入滅。享年72歳。

## 人物
- 当代随一の貴僧であり、公武の祈祷に尽力した。足利義詮以降、室町幕府との関係が強く、特に足利義満には気に入られ、度々義満のために祈祷を修した[10]。応永6年には、義満が建立した相国寺塔供養の導師を務めている[3]。
- 歌道と書道に秀でた[3]。
- 話が面白く、酒にもめっぽう強かったという[11]。尊道には、このような逸話が残っている。応永9年、尊道は再建された内裏で安鎮法を修したが、その際連日雨が降った。義満は正鎮法の際も雨が降るだろうと冷やかし、実際に正鎮法の日も雨が降った。義満は再度冷やかすため尊道のもとに使者を遣わしたが、尊道は「降雨で結構。秘密の法文がありますゆえ」と答える。それは何でしょうかと使者が尋ねると、おもむろに「雨フリテ地固マル」と答えたという[11][12]。